# Список цунами, затронувших Новую Зеландию

Цунами, затрагивающие Новую Зеландию, в основном обусловлены тем, что страна находится на стыке геологически активных Тихоокеанской и Австралийской литосферных плит и связана с Тихоокеанским огненным кольцом. Цунами довольно часто затрагивают побережье Новой Зеландии и, как правило, вызваны землетрясениями на Тихоокеанской плите, как на местном уровне, так и в отдалённых районах Южной Америки, Японии и Аляски. Некоторые из них были вызваны подводными оползнями, вулканами и, по крайней мере, одним метеоритным ударом. В среднем каждые десять лет Новая Зеландия подвергается воздействию как минимум одного цунами с высотой волны более одного метра. История цунами ограничена тем, что письменная история страны датируется только началом и серединой 1800-х годов, а до этого времени сведения ограничиваются устными преданиями маори и исследованиями палеоцунами. Также проводятся исследования возможных цунами в результате оползней на больших внутренних озёрах.

Литосферные плиты

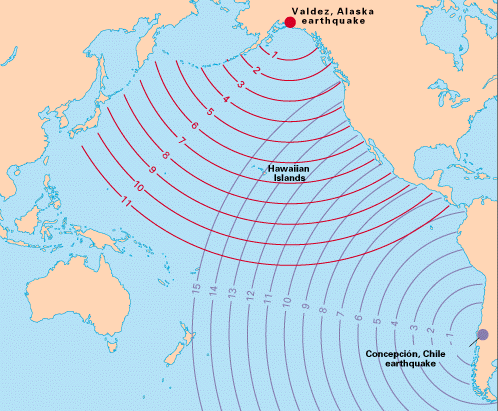
Время прохождения цунами

## Значительные цунами (более 1 метра)

### Землетрясение

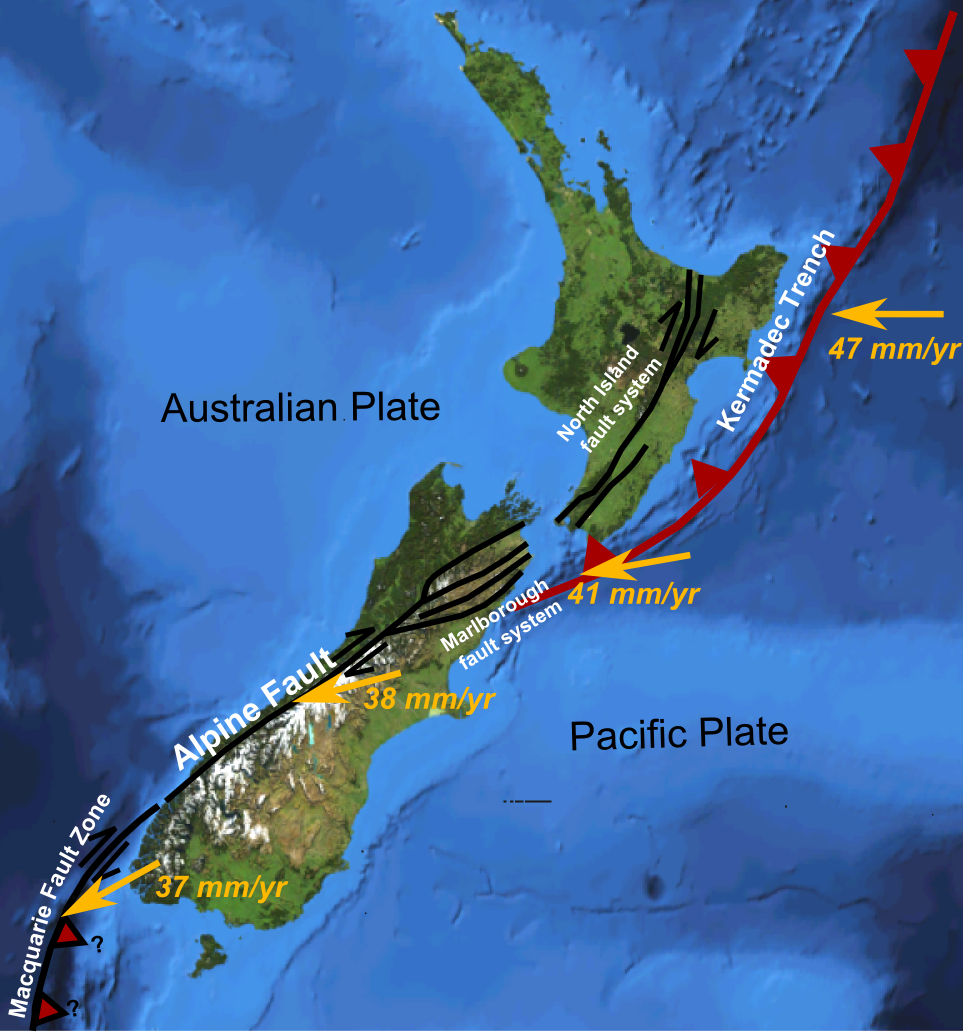
Основные зоны активных разломов Новой Зеландии, показывающие изменение вектора смещения Тихоокеанской плиты относительно Австралийской

#### 880-800 лет до н.э., южная окраина Хикуранги
Согласно исследованиям, цунами высотой не менее 3,3 метра обрушилось на Большую Лагуну, недалеко от Бленема, за 880—800 лет до нашей эры в результате мегаземлетрясения на южной окраине жёлоба Хикуранги Тихоокеанской плиты.

#### 1820, цунами в Саутленде
Согласно истории маори, несколько сотен маори из племени Кати Момое погибли от цунами во время прогулки по пляжу возле Орепуки в 1820-х годах. Осенью они собирали рыбу в устье реки Уаиау в качестве провизии на зимний период. Пляж находится между морем и линией скал, поэтому для гибели такого количества людей потребовалось бы умеренное цунами высотой 2-4 метра. Вероятным источником цунами могло быть землетрясение на разломах Фьордленд или Пьюсегур. Существуют вопросы относительно точной даты этого события, поскольку исследование опирается на непроверенные неназванные источники.

#### 1826, землетрясение и цунами в Фьордленде
В 1826 году зверобои в Даски-Саунд пережили сильное землетрясение, афтершоки которого продолжались и в следующем году. Описания землетрясения соответствуют землетрясению магнитудой от 7,6 до 8 баллов, учитывая масштабы оползней и поднятий. Цунами или сейша, вызванные поднятием, повлияли на район, где находились охотники. Его размер не определён, но он должен был быть значительным (более 1 метра), чтобы обеспокоить зверобоев. Они думали, что маленький остров, на котором они находились, будет затоплен. Существуют вопросы относительно точности года, когда произошло это событие. Учитывая, что землетрясение, вызвавшее цунами, было сильным по ощущениям наблюдателей, маловероятно, что это то же цунами, что и в предыдущем разделе, так как в предыдущем случае не было предвестников заметного сотрясения земли.

#### 1855, Западная Уаирарапа
Подъём, вызванный землетрясением 23 января 1855 года, накренил регион Веллингтон, а вместе с ним и гавань Веллингтона. Восточная сторона гавани поднялась на 80 сантиметров выше западной, в результате чего вода вытеснилась на береговую линию вдоль набережной Ламбтон и затопила дома и магазины.
В проливе Кука произошло гораздо большее смещение. Хребет Ремутака поднялся примерно на 6 метров, и вместе с ним поднялось дно пролива. Точная максимальная высота цунами неизвестна, но были разрушены скальные навесы в Те-Копи, Южная Уаирарапа, которые находились на высоте 8 метров над уровнем моря. Территория, затронутая цунами, простиралась на север до Отаки и верхней части Южного острова.
Примерно через 20 минут после землетрясения цунами высотой 3-4 метра вошло в гавань Веллингтона через узкий вход, а также в район от залива Лайалл до Килбирни. Глубина воды в этом районе составляла около 1 метра. Капитан Байрон Друри, командир шлюпа HMS Pandora, сообщил:

В течение восьми часов после первого и сильного толчка прилив приближался и отступал от берега каждые 20 минут, поднимаясь от восьми до десяти футов и отступая на четыре фута ниже, чем во время весенних приливов. Одно судно, как я слышал, четыре раза садилось на мель на своей якорной стоянке.
Оригинальный текст (англ.)For eight hours subsequent to the first and great shock, the tide approached and receded from the shore every 20 minutes, rising from eight to ten feet and receding four feet lower than at spring tides. One ship, I heard, was aground at her anchorage four times.
— 
В результате землетрясения и цунами был разрушен мост через реку Хатт. Жители прибрежного района, заходившие в гавань Веллингтона после цунами, сообщали, что проплывали через большое количество мертвой рыбы — в основном чёрного конгрио.

#### 1868, Чили
Землетрясение 13 августа 1868 года произошло недалеко от Арики, тогда части Перу, ныне части Чили, в 21:30 по Гринвичу. Цунами, вызванное землетрясением, достигло Новой Зеландии через 15 часов и нанесло значительный ущерб островам Чатем и полуострову Банкс. Оно также затронуло многие районы вдоль восточного побережья Новой Зеландии от острова Грейт-Барриер до Блаффа. По сообщениям очевидцев, уровень приливных волн в Веллингтоне и Порт-Чалмерсе поднимался и опускался более чем на метр в течение примерно 2 часов.
Первой пострадавшей зоной были острова Чатем, на которые цунами обрушилось около часа ночи (по новозеландскому времени) 15 августа. Известия о воздействии цунами на Чатем достигли материка только 27 августа, когда шхуна «Стрелок» достигла Порт-Чалмерса. Деревня маори Тупуанги была полностью разрушена, и только песок и водоросли указывали на её местоположение. К счастью, первая волна была достаточно мала, чтобы только разбудить спящих жителей, что позволило им добраться до безопасного места. Последующие волны продолжили разрушения. Капитан Андерсон потерял свой дом, который находился примерно в четырёх милях от Тупуанги, но он и его семья смогли добраться до безопасного места. Один маори утонул, пытаясь спасти лодку капитана Андерсона, которая сошла с мели. Томас Хэй, фермер, разводивший овец, потерял всё, что у него было. Здания в Уаитанги были повреждены, включая жилой дом Бимиша и правительственный магазин.
Около 4 часов утра ночной сторож Кентерберийской железной дороги в Литтелтоне заметил, что барк «Джон Нокс» лежит на боку и почти касается причала, на который он выгружал свой груз. Он разбудил капитана судна, Дженкинса, который заметил, что гавань Литтелтона между пристанью и Офицерским пунктом обмелела. Спустя несколько минут со стороны Офицерс-Пойнт раздался громоподобный шум, и они увидели огромную волну, несущуюся по гавани. Удар волны сорвал с якорей несколько лодок, порвал швартовую цепь «Джона Нокса» и столкнул его с причала, затащил кеч «Маргарет» в гавань, где он зацепил шхуну «Энни Браун», повредил шхуну «Джини Дункан» и пароход «Новелти». Прилив продолжал подниматься и опускаться в гавани в течение нескольких часов после первой волны. Высота цунами, вошедшего в гавань, оценивается в 7 метров, но капитан Дженкинс назвал высоту волны 8 футов (2,5 метра), когда увидел её.
Заливы вокруг полуострова Банкс также пострадали от цунами, которое проникло далеко вглубь острова по долинам, повредив дома и снеся мосты и ограждения. В заливе Родс-Бэй потерпел крушение кеч «Джорджина». В заливе Пиджен-Бэй череда волн, достигавших двух метров над отметкой наивысшего уровня воды с 3 часов утра до 1 часа дня, унесла два причала, 40 000 футов пиломатериалов, лодочный домик, ограждения и кеч «Курьер».
Волна высотой 1,5 метра нахлынула на реку Уаимакарири около 3 часов утра, зацепив кормовой линь на судне «Газель». Шхуна «Челлендж» оторвалась от своей пристани и столкнулась с «Газелью». Суда «Вильгельм» и «Джулия» были подняты на берег реки, а «Нора» и «Дарт» оторвались от причала.
Фердинанд фон Хохштеттер провёл подробный анализ цунами. Он составил карту его продвижения по Тихому океану, определив скорость волн и глубину океана вдоль нескольких траекторий. Это был первый подробный научный анализ крупного цунами. Юлиус фон Хааст, друг фон Хохштеттера и его коллега-геолог, написал в газете Star через два дня после того, как цунами достигло Новой Зеландии. Он отметил, что такие волны движутся с огромной скоростью и проходят тысячи миль за день.
В 1912 году в газете Evening Post было опубликовано письмо, в котором говорилось, что Уэстпорт был затоплен волной высотой 10 метров, а старый город сейчас лежит в метрах под водой. Позднее в газете «Колонист» автор этой истории изменил её на связанную с землетрясением в Арике: море в Уэстпорте отступило примерно на 7-8 метров, а вернувшаяся волна была гораздо менее значительной. Первоначальные утверждения были повторены в статье профессора Джеймса Гоффа из Университета Нового Южного Уэльса в 2015 году. Газета «Уэстпорт Таймс» не упоминала о событии в августе 1868 года, кроме его воздействия на другие районы Новой Зеландии.

#### 1868, к востоку от Новой Зеландии
Через несколько дней после приливной волны Арика, 17 августа 1868 года, произошло землетрясение, которое ощущалось в Нельсоне и Веллингтоне в 9:57 и 9:56 утра соответственно. В обеих гаванях наблюдались приливные волны, причем в Нельсоне приливная волна перехлестнула через валунную отмель. Высота волны оценивалась чуть более метра. Газета также сообщила, что приливная волна затронула многочисленные порты Южного острова. Землетрясение ощущалось в Крайстчерче в 10:01 утра. Позднее сообщалось, что землетрясение ощущалось почти одновременно от Напьера до Порт-Чалмерса.

#### 1877, Икике
10 мая 1877 года в 0:59 по Гринвичу произошло землетрясение магнитудой 8,5 возле Икике (Перу, ныне Чили). Цунами, вызванное этим землетрясением, достигло восточного побережья Новой Зеландии между 7 и 8 часами утра по новозеландскому времени 11 мая. Высота волны в большинстве мест достигала 1—2 метров, и она затронула побережье от Бей-оф-Айлендс до Блаффа. Она также достигла Вестпорта на западном побережье Новой Зеландии в 14:30. В Акароа и Гисборне высота волны была в пределах 2—3 метров. В Порт-Чарльзе на полуострове Коромандел высота волн, по сообщениям очевидцев, превышала 3 метра.
На основе знаний, полученных в результате цунами 1868 года, тогдашние газеты уже предполагали, что источником волны было землетрясение в Южной Америке. Их гипотеза подтвердилась через несколько дней, когда до Новой Зеландии дошли новости о землетрясении в Икике.

#### 1913, Вестпорт
22 февраля 1913 года после местного землетрясения магнитудой 6,8 последовало цунами высотой 1 метр. Газеты того времени указывают на очень ограниченное воздействие на приливную часть реки Буллер.

#### 1929, Уайтклиффс, Карамеа
17 июня 1929 года цунами высотой 2,5 метра было вызвано землетрясением в Мерчисоне магнитудой 7,8.

#### 1931, Нейпир
Землетрясение вызвало оползень в Уаикаре, который в свою очередь вызвал локальное цунами высотой 15,3 метра. В Нейпире высота цунами была около 3 метров.

#### 1946, Алеутские острова
Считается, что цунами высотой 1 метр достигло Нортленда в результате землетрясения на Алеутских островах.

#### 1947, Гисборн

##### 26 марта
26 марта 1947 года в 8:32 утра по новозеландскому времени в Гисборне произошло землетрясение, по ощущениям похожее на небольшое. В течение 30 минут на побережье от Муриваи до залива Толага возникло цунами, высота которого достигла 10 метров в Турихауа. В Татапури-Пойнт четыре человека из близлежащего отеля спаслись, выбравшись на возвышенность. Две волны прошли через первый этаж отеля на высоте до подоконника, несколько небольших зданий были смыты. Один из коттеджей в Турихауа был отброшен вглубь острова на прибрежную дорогу. Коттедж был полностью разрушен, за исключением кухни, в которой находились двое мужчин. Также пострадали мост через реку Пуава, который был снесен на 600 метров вглубь острова, дом на пляже Те Маханга, который был снесён со свай, и шесть гектаров тыкв на пляже Мерфи. Никто не погиб. Землетрясение, вызвавшее цунами, имело магнитуду 7—7,1 вблизи залива Поверти.

##### 17 мая
17 мая 1947 года ещё одно цунами обрушилось на побережье между Гисборном и заливом Толага с максимальной высотой 6 метров к северу от Гисборна. И снова обошлось без жертв. Кроме того, воздействие этого цунами было меньше, чем предыдущего, поскольку оно произошло во время отлива. Землетрясение, вызвавшее цунами, было магнитудой 6,9—7,1 вблизи залива Толага.

#### 1960, Чили
Цунами, вызванное землетрясением Mw 9,5 в Вальдивии 23 мая 1960 года в 7:11 вечера (NZST), было зарегистрировано в более чем 120 точках Новой Зеландии ранним утром. Как и в случае с другими предыдущими чилийскими землетрясениями 1868 и 1877 годов, восточное побережье Новой Зеландии от мыса Рейнга до острова Стюарт подверглось воздействию цунами. Более необычно, что последствия цунами также наблюдались на западном побережье обоих островов, в том числе в городах Ахипара, Вангануи, Паремата, Нельсон, Мотуека и нескольких городах Западного побережья Южного острова. На островах Чатем и Кэмпбелл высота воды над уровнем моря колебалась от 3 метров до более 5 метров. Удивительно, но цунами не затронуло Нью-Плимут, Фокстон и пляж Химатанги. Самые большие и наиболее разрушительные волны, как правило, возникали в течение 12—15 часов после первых волн, хотя некоторые — в течение первых 2-4 часов.
Тихоокеанский центр предупредил власти Новой Зеландии о приближении цунами, что привело к первой крупной эвакуации в Новой Зеландии. Портовые сооружения вдоль восточного побережья Новой Зеландии и школы в прибрежных районах были закрыты, а Витианга, Меркьюри-Бей, Уаихи-Бич, Факатане, Охопе, Опотики и Каикоура были эвакуированы.

#### 2009, Фьордленд
Вскоре после землетрясения власти Новой Зеландии и Австралии, а также Тихоокеанский центр предупреждения о цунами на Гавайях выпустили предупреждения о цунами. Представители гражданской обороны в Саутленде также выпустили предупреждение о «потенциальном цунами», заявив о своей обеспокоенности по поводу сильно различающихся измерений землетрясения. В ответ на тихоокеанские предупреждения около пятидесяти жителей и туристов на острове Лорд-Хау были эвакуированы; в Сиднее был эвакуирован театр на пляже Бонди, а жителей попросили держаться подальше от берега. Высота цунами достигала 1 метра в заливе Джексон, 25 см в Чарльстоне, 12 см на острове Дог, 14 см в Порт-Кембла и 6 см в Спринг-Бей. Впоследствии предупреждения о цунами были отменены или уменьшены.

#### 2010, Чили
CDEM сообщил о волновой активности в 50 см на островах Чатем, а позднее утром там же были зарегистрированы нагоны высотой 2 м. Нагон высотой 2,2 м ударил по полуострову Банкс на Южном острове Новой Зеландии, а нагоны высотой до 1 м были зарегистрированы на севере Северного острова.

#### 2016, Каикоура
Цунами, вызванное землетрясением в Каикоуре, достигало 2,5 м. Расследование показало, что высота цунами в ближайшей точке регистрации составляла 1 метр. В заливе Литтл-Пиджен-Бэй на полуострове Банкс высота цунами достигла 4,1 метра над уровнем моря, в результате чего был сильно повреждён незаселённый коттедж на берегу. Оно также поднялось на 140 метров вверх по ручью, протекавшему рядом с коттеджем.

### Оползень
Сонарное картирование обнаружило наличие массивных подводных оползней вблизи побережья Новой Зеландии, которые могли бы вызвать большие локальные цунами.

##### 1927—1928, Залив Толага
Три большие волны высотой более 4 метров за период с 1927 по 1928 год. Возможно, связанные с оползнями. В газетах того времени упоминаний об этих событиях не обнаружено.

##### 1987, Даутфул-Саунд
Локальное цунами высотой 3 метра было вызвано оползнем в бухте Дип (Даутфул-Саунд), в мае 1987 года.

##### 2003, Чарльз-Саунд
Во время землетрясения 23 августа 2003 года магнитудой 7 на острове Фьордленд значительный оползень сошёл в Чарльз-Саунд, вызвав цунами высотой 4—5 метров, которое повредило пристань и вертолетную площадку в Саунде. Цунами от этого оползня было локализовано на нескольких сотнях метров береговой линии. Небольшое цунами, вызванное деформацией побережья, было также зарегистрировано в 190 км от города, в заливе Джексон — 0,3 метра и в Порт-Кембла (Новый Южный Уэльс) — 0,17 метра.

### Вулкан

##### 180, Таупо
Хотя извержение Таупо было внутренним, считается, что оно вызвало волну атмосферного давления достаточной силы, чтобы вызвать цунами. Радиоуглеродное датирование доисторических цунами в районе пролива Кука указывает на возможную связь с одним из таких событий.

##### 1360, Хили
Существуют свидетельства цунами в заливе Пленти в результате извержения вулкана Хили.

##### 1883, Кракатау
В результате извержения Кракатау на побережье Новой Зеландии образовалось метеоцунами высотой до 2 метров.

##### 2022, Хунга-Тонга
Сочетание нагонной волны от циклона «Коди» и цунами нанесло значительный ущерб пристани для яхт в Тутукаке в Новой Зеландии. Волны оторвали лодки от причалов, вытащив некоторые из них в залив и разбив некоторые из них друг об друга, а также повредили строения на пристани. Около восьми-десяти лодок были полностью затоплены, а общий ущерб оценивается в миллионы долларов. Согласно данным Hauraki Gulf Weather, цунами обрушилось на остров Грейт-Барриер 16 января 2022 года между 01:05 и 01:10 по местному времени с высотой волн 1,33 м. Цунами вызвало наводнение в заливе Махинепуа, где находился кемпинг; все 50 человек, находившихся в кемпинге, были спасены. Группа людей, рыбачивших в гавани Хокианга, была вынуждена спасаться бегством, спасаясь от волн, и сообщила, что им пришлось проехать по воде глубиной более 1 м. Необычные волны были зарегистрированы в Порт-Таранаки в Нью-Плимуте. Они продолжались 24 часа, причем высота самой большой волны достигала 1 м в 08:30 по местному времени. Сообщений о жертвах в Новой Зеландии не поступало.

### Метеорит

##### Элтанин
Ударный метеорит Элтанин, упавший в восточной части южной части Тихого океана в позднем плиоцене 2,51 ± 0,07 миллиона лет назад, как полагают, вызвал значительное мегацунами вдоль береговой линии Новой Зеландии.

##### Махуика
Существуют спорные исторические свидетельства того, что мега-цунами с высотой волны более 30 метров могло обрушиться на остров Стьюарт в XV веке. Это событие приписывают падению метеорита. Это событие автор Гэвин Мензис неоднозначно связывает с катастрофой, которая якобы обрушилась на китайский исследовательский флот в 1422 году.

### Неизвестная причина

##### 200, 800 и 1600 годы, Восточное побережье (Северный остров)
Исследование пляжа Пуатай на восточном побережье Северного острова в 2016 году показало, что на восточное побережье обрушились три или четыре больших цунами с волнами от 9 до 12 метров. Хотя они, скорее всего, были вызваны землетрясениями, точная причина и время их возникновения ещё не установлены.

##### 1320—1450, Западный Уаикато
Считается, что цунами, произошедшее в период между 1320 и 1450 годами, затронуло 150 км побережья Западного Уаикато. Предполагается, что оно было вызвано провалом подводного склона подводной горы Аотеа, расположенной примерно в 240 км к западу от Раглана. Свидетельства цунами были получены из морских гравийных отложений в 32 местах к северу вдоль побережья от Авакино. Однако в исследовании, опубликованном в 2016 году, говорится, что «очень трудно согласовать геологические данные, представленные Гоффом и Чагуэ-Гоффом (2015), свидетельствующие о высоте набегания цунами от 30 до 60 м вдоль побережья юго-западного Уаикато, с численным моделированием потенциального источника цунами».
Легенда маори под названием «Приход песка» из района Нью-Плимут описывает возможное цунами, затопившее внутреннюю территорию и засыпавшее её толстым слоем песка.

##### 1470—1510, Южная бухта Таранаки
Цунами, произошедшее между 1470 и 1510 годами, было связано с бухтой Южной Таранаки и, возможно, простиралось вплоть до Национального парка Абель Тасман. Свидетельства этого цунами были получены с островов Д’Эрвиль и Капити, а также Уаитори в Южной Таранаки.

##### 1500-е
Маори перенесли свои поселения из низменных прибрежных районов вглубь страны и на вершины холмов. Считается, что причиной этого изменения в структуре поселений были цунами. Археологическое обследование прибрежных поселений показывает, что во многих местах они были повреждены цунами. Это может быть связано с ранее упомянутым метеоритным событием в кратере Махуика.

##### 1800-е
В начале 1800-х годов Моаухиту, деревня маори на острове Д’Юрвиль, была стёрта с лица земли, согласно устным преданиям маори, большой волной, которая, как теперь предполагается, была цунами. Это событие не имеет даты.

##### 1924, Острова Чатем
19 июля 1924 года около 7:15 вечера (NZMT) на северную и восточную стороны острова Чатем и острова Питт обрушилась серия волн, которые достигали 6 метров над отметкой высокой воды. Волны проникли на 100 метров вглубь острова в Каингароа, разрушив дамбу и два траулера. В Уарекаури был сильно повреждён мост и смыты ограждения. Остров Те-Авануи был затоплен, а в Овенге было повреждено несколько лодок и оборудование для дробления раковин. Также была смыта небольшая хижина. На острове Питт была разрушена пристань, а на острове Мангере произошел большой оползень. Источник цунами неизвестен, оно могло быть вызвано либо оползнем, либо неизвестным землетрясением. В 9:30 утра волна ударила в правый борт парохода Tees на островах Чатем и почти опрокинула его. В день цунами на восточном побережье Новой Зеландии произошло внезапное изменение погоды на штормовую, которое могло скрыть эффект цунами.

## Незначительные цунами (менее 1 метра) от сильных землетрясений
Было много незначительных цунами, вызванных значительными крупными землетрясениями. Примерами таких землетрясений являются: Землетрясение в Марлборо 1848 года, Валленарское землетрясение 1922 года, землетрясение в Рангиоре 1922 года, Великое землетрясение Канто 1923 года, землетрясение в заливе Пленти 1950 года, Северо-Курильское цунами (1952), Великое Аляскинское землетрясение 1964 года, Кермадекское землетрясение 1976 года, землетрясение в Тонго 1977 года, землетрясение на хребте Макуар 1981 года, Кермадекские землетрясения 1982 и 1986 годов, Шикотанское землетрясение (1994), Землетрясение в Кобе 1995 года, Землетрясение в Папуа-Новой Гвинее (1998), Землетрясение на юге Перу (2001), Землетрясение в Тасмановом море (2004), Землетрясение в Японии (2011), и Землетрясения на островах Кермадек (2021).
Последствия землетрясения в Канто в 1923 году были отмечены в местных газетах в виде аномальных приливов 5 сентября. Северо-Курильское цунами 1952 года достигло Новой Зеландии с высотой волны чуть менее 1 метра.

## Меры по смягчению последствий и системы раннего предупреждения
Существуют свидетельства того, что в 1500-х годах маори покинули многочисленные прибрежные поселения, перебравшись вглубь материка или на возвышенности. Предполагается, что это перемещение было вызвано цунами. Первые европейские поселения не знали об опасности до цунами 1868 и 1877 годов. Никаких систем предупреждения не существовало до землетрясения на Алеутских островах в 1946 году, когда в 1949 году был создан Тихоокеанский центр предупреждения о цунами Национального управления океанических и атмосферных исследований. Новая Зеландия стала членом Центра и получает предупреждения о цунами, вызванных отдаленными землетрясениями.
Тихоокеанская система предупреждения о цунами и смягчения их последствий была создана в 1965 году в связи с цунами в Чили в 1960 году. Новая Зеландия является одной из 46 стран-членов этой системы.
Волны цунами могут прийти в течение нескольких минут, и этого времени недостаточно, чтобы GeoNet обнаружила событие, определила, может ли оно вызвать цунами, и уведомила Министерство гражданской обороны и чрезвычайных ситуаций, которое выпускает предупреждения. 2 сентября 2016 года Гражданской обороне потребовалось более часа, чтобы предупредить о возможном цунами от землетрясения магнитудой 7,1 с центром в 125 км к северо-востоку от Те-Арароа, что вызвало призывы усовершенствовать систему предупреждения.
На региональном уровне применяются различные подходы к сиренам предупреждения о цунами. Например, в Крайстчерче в 2012 году была установлена крупномасштабная система сирен, в то время как в регионе Веллингтон сирен предупреждения о цунами нет.
Кроме того, на момент землетрясения и цунами в Индийском океане в 2004 году в Новой Зеландии не было устройств предупреждения о цунами на море. С тех пор было выбрано 20 мест, и в большинстве из них сейчас установлены датчики.
Ещё больше осложняет ситуацию то, что устройства предупреждения о цунами Тихоокеанского центра предупреждения о цунами, расположенные в океане, ориентированы на защиту Аляски, Гавайев и тихоокеанского побережья США. Это означает, что в Южном океане существует пробел. Австралия установила буй DART в юго-восточной части Тасманова моря, который помог охватить этот район. В настоящее время существует четыре буя DART, охватывающих восточную часть Северного острова, но ни одного на юге и на севере страны.

### Проект «Голубая линия»
Веллингтон стал первым городом, где на дорогах появились синие линии, обозначающие границы потенциальной опасности цунами. Проект победил в номинации «Информирование общественности» в странах мира и Океании на ежегодной премии Международной ассоциации менеджеров по чрезвычайным ситуациям. Проект вызвал международный интерес.